# Gran Sinagoga de Sydney
La Gran Sinagoga de Sydney (en anglès: Great Synagogue of Sydney) és una sinagoga que està situada a la ciutat de Sydney, Austràlia. Es troba en el carrer Elizabeth, enfront del parc Hyde, i arriba fins al carrer Castlereagh.
Va ser dissenyada per l'arquitecte Thomas Rowe, i fou consagrada en l'any 1878. Combina elements de l'estil romà d'Orient i de l'estil gòtic.